# Ея (Новопокровский район)
Е́я — хутор в Новопокровском районе Краснодарского края.
Входит в состав Новопокровского сельского поселения.

## История
В 1958 году указом Президиума Верховного Совета РСФСР хутор имени Ворошилова переименован в хутор Ея.

## Население
| 2002 | 2010 |
| ---- | ---- |
| 58   | ↘50  |